# 藍馬羚
藍馬羚是一種已滅絕的羚羊，且是非洲最早消失的大型哺乳動物。牠們與馬羚及黑馬羚是近親，但略為細小。牠們生活在南非東南海岸的大草原，在冰河時期的分佈更為廣泛。牠們可能是擇食性的，較為喜歡吃優質的草。
於17世紀，歐洲殖民大量殺死稀少的藍馬羚，目的是要將牠們的棲息地改變為農地。牠們約於1800年滅絕，現時只有四個博物館存有牠們架起的標本，分別是在維也納、斯德哥爾摩、巴黎及萊頓，並且在其他地方有一些牠們的骨頭及角。所架起的標本並沒有呈藍色，推測牠們的藍色是來自黑色及黃色毛皮的混合。

## 特徵

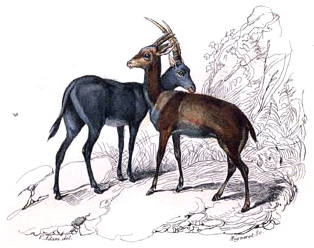
藍馬羚及山羚的圖畫。

雄性藍馬羚較雌羚的大，長約2.5-3米，雌羚則長2.3-2.8米。牠們肩高1-1.2米，重160公斤。鹿角約長50-61厘米。
18世紀的殖民對藍馬羚的描述互相矛盾，這是由於有些對牠們作出了一些修飾，一些則只是基於傳聞的資料。曾有描述指藍馬羚有像山羊般長鬚子及尾巴，角直立像劍羚屬及短耳不過他們亦將藍馬羚的頭顱骨及毛皮送回歐洲。於1967年，從現存的四個架起的標本中可知，牠們肩高約1.02-1.16米。成年藍馬羚很少重於160公斤。四個標本都沒有藍色的毛皮，深色的皮膚加上毛皮的色澤可能令人有藍色的感覺。就像其他的羚羊，藍馬羚上下頜每邊各有六隻牙齒，三隻前臼齒緊接三隻臼齒。透過牠們臼齒及前臼齒的大小及比例，可以分辨牠們與馬羚遺骸的不同。
藍馬羚是一種大型及像馬的羚羊，比馬羚及黑馬羚細小。牠們的身體比例與南葦羚相似。牠們的吻長，頸部較長及強壯，鬃毛較短，腳長而呈白色，正面有黑斑，尾巴長至踝關節上。牠們的耳朵較長及像驢般端尖。
藍馬羚的鹿角在眼窩正上，長而且呈彎月狀，從頭顱骨成直角伸出，接著向後彎曲至肩膀，中間沒有任何扭曲。整隻角至角端上有20-35個環，比馬羚的還要多。牠們的角比馬羚的及黑馬羚的較為輕盈，且密度較低。
藍馬羚的毛皮短而有光澤，呈淺藍色至灰色，若死亡後則會褪成藍灰色。牠們的腹部呈白色，與兩側的毛色沒有明顯分野。前額及吻部呈褐色，逐漸向兩側及口部變為淡色。眼睛前明顯有白斑。
雄性藍馬羚在3歲前外觀像雌羚，之後就會變得較為淡色，甚至差不多是白色，角則變得較大及彎曲。雌羚的角則沒有多大變化，比雄羚的較窄及細小10-20%。2個月大的幼羚呈淡黃褐色，沒有明顯的斑紋。

## 分佈
當歐洲殖民於17世紀及18世紀在開普殖民地定居的時候，在西南部發現了藍馬羚。牠們並非很普遍，可能只分佈在凱爾頓、斯韋倫丹及布雷達斯多普之間少於4,000平方公里的草原內。在近自由邦的伯利恆就曾於1853年發現了一隻身披藍灰色毛皮的馬羚，現估計這其實是藍馬羚的末代。
從考古學及古動物學的證據顯示，藍馬羚的分佈應更廣，於1萬年前的全新世早期就更為普遍。牠們曾於一時分佈在埃蘭茲灣至尤寧代爾的平原上。在菲克斯堡及金門高地國家公園的石洞壁畫上曾描繪了藍馬羚，而在近淑女鎮亦有發現更新世的遺骸。

## 棲息地
早期殖民指藍馬羚生活在有沼澤及開闊的草原，甚至在達海拔2400米的地方。水源是牠們棲息的必要條件。
藍馬羚喜歡生活在中等以上長度的草原，並會避開短草及厚樹冠的地方。牠們的棲息地因被其他動物過度吃食而改變，最終危及牠們的生存。

## 食物
藍馬羚像馬羚及黑馬羚般，每天都要喝水。牠們是擇食性的，只喜歡吃中等長度的草，如黃背草、黃茅、黍屬及畫眉草屬。牠們特別喜歡吃新鮮草，而在乾旱的季節則會沿河流吃食。

## 行為
藍馬羚是白天活動的，尤其在清晨及午後特別活躍。
藍馬羚群居，由雄羚領導雌及幼羚，而其他的雄群則與領導的雄羚分開。一般群族中有5-20頭雌及幼羚，數量亦可達至35-80頭。牠們分佈得較疏，每隻約佔4平方公里。雌羚之間會分享牠們的活動圈並住上達30年之久，而雄羚的領土亦會在這個活動圈之內。在環境較差的棲息地，雌羚會分佈得更廣，而同一隻雄羚會伴著這些雌羚，以保護自己的妻妾。
由於雌羚也有長角，所以會較為帶有攻擊性。雄羚及雌羚也有維繫優勢等級。母群不會向外來者開放，而成員之間會互相抵角來將對方推出活動圈，以增加彼此之間的活動範圍。
藍馬羚群族的組合會在每天及每季作出改變。藍馬羚群在雨季會分成小群，而在旱季則會聚成大群，以方便在近水的地方吃食。群眾間是由不同年齡的幼羚所連繫，牠們往往都會落後於主群。
雄羚只可在產群中留至15-18個月大，這算是較長的時間。由於在此之前，牠們與雌羚很相似，故領導雄羚並不會攻擊牠們。雄性亞成體會在群族中被抽出來，若牠們未能逃脫，很可能會被殺死。牠們往後會加入雄群至5-6歲大，直至牠們能自己保護自己的領土。
成年雄羚獨自留在遠離群族及顯眼的地方，以顯自己的地位。當另一雄羚接近牠時，牠會彎下頸，抬高頭，耳朵放在兩側。除非對方低下頭來示弱，否則牠們會豎直耳朵及擺動尾巴，並會互相抵角。

## 繁殖
藍馬羚的妊娠期為268-281日，每次會誕下一胎，高峰期在夏末。幼羚出生時約重12-14公斤，其壽命約為18歲。

## 掠食者
藍馬羚會受斑鬣狗、豹及非洲野犬所襲擊。成年藍馬羚體型較為大，可以抵抗少群掠食者的襲擊。有時牠們會成為獅子的獵物。牠們一般會逃走，若受傷後會躺下，以角保護自己。

## 歷史及滅絕
在約1萬年前冰河時期之後，藍馬羚在非洲的南端甚為昌盛。於3200-2000年前左右，牠們的數量因氣候及棲息地變化而下降。在約400年前，其數量嚴重下降，這時正值引入了其他牲口。在為食物競爭下，造成棲息地的破壞及疾病的傳播。布希曼人視藍馬羚擁有超自然力量。
藍馬羚最早是於1719年被發現，但就已進入滅絕的道路。當歐洲殖民發現牠們時，其分佈地已很少。瑞典自然學家卡爾·佩特·屯貝里（Carl Peter Thunberg）於1774年已指藍馬羚數量很少。當時獵人及農民是為了牠們的毛皮而獵殺牠們．雖然其肉也很美味，但因不怎麼肥美，一般都只是作為狗糧。德國動物學家利希騰施泰因指最後的藍馬羚是於1799年或1800年間在斯韋倫丹被殺。不過有證據指當時在較北的地區，仍有部份藍馬羚的遺族聚居，估計最終是在50多年後的自由邦滅絕。
在有歷史紀錄以來，藍馬羚是第一種大型的哺乳動物在非洲滅絕。

## 標本
現存有四個架起的藍馬羚標本，分別收藏在維也納、斯德哥爾摩、巴黎及萊頓。除了骨頭外，兩個頭顱骨保存在阿姆斯特丹及格拉斯哥，而有三對角保存在烏普薩拉、倫敦及開普敦。不過這些標本都沒有正式的考證。

## 親緣
藍馬羚的兩個近親是馬羚及黑馬羚。雖然一些自然學家將藍馬羚分類為馬羚的亞種，但是現在都接受了牠們是獨立的物種。

## 外部連結
- The Extinction Website - Species Info - Bluebuck
- Hunterian Museum, University of Glasgow, Scotland - Search Bluebuck - Bluebuck Antelope skull （页面存档备份，存于）